# NGC 7541
NGC 7541 (NGC 7581) é uma galáxia espiral barrada (SBc) localizada na direcção da constelação de Pisces. Possui uma declinação de +04° 32' 04" e uma ascensão recta de 23 horas, 14 minutos e 43,2 segundos.
A galáxia NGC 7541 foi descoberta em 30 de Agosto de 1785 por William Herschel.